# Södra Långevattnet
Södra Långevattnet är en sjö i Mölndals kommun i Västergötland och ingår i Göta älvs huvudavrinningsområde. Sjön är 13,5 meter djup, har en yta på 0,0983 kvadratkilometer och befinner sig 94,6 meter över havet.
Sjön är en långsmal och ligger söder om Kikås i norra Mölndals kommun. Sjön avvattnas norrut mot Stensjön och Mölndalsån. Sjön är en klarvattensjö omgiven av berg och skogklädda åsar. Sjön är en populär badsjö.
I Södra Långevattnet krävs det fiskekort för att kunna fiska; fisken är inplanterad där.

## Delavrinningsområde

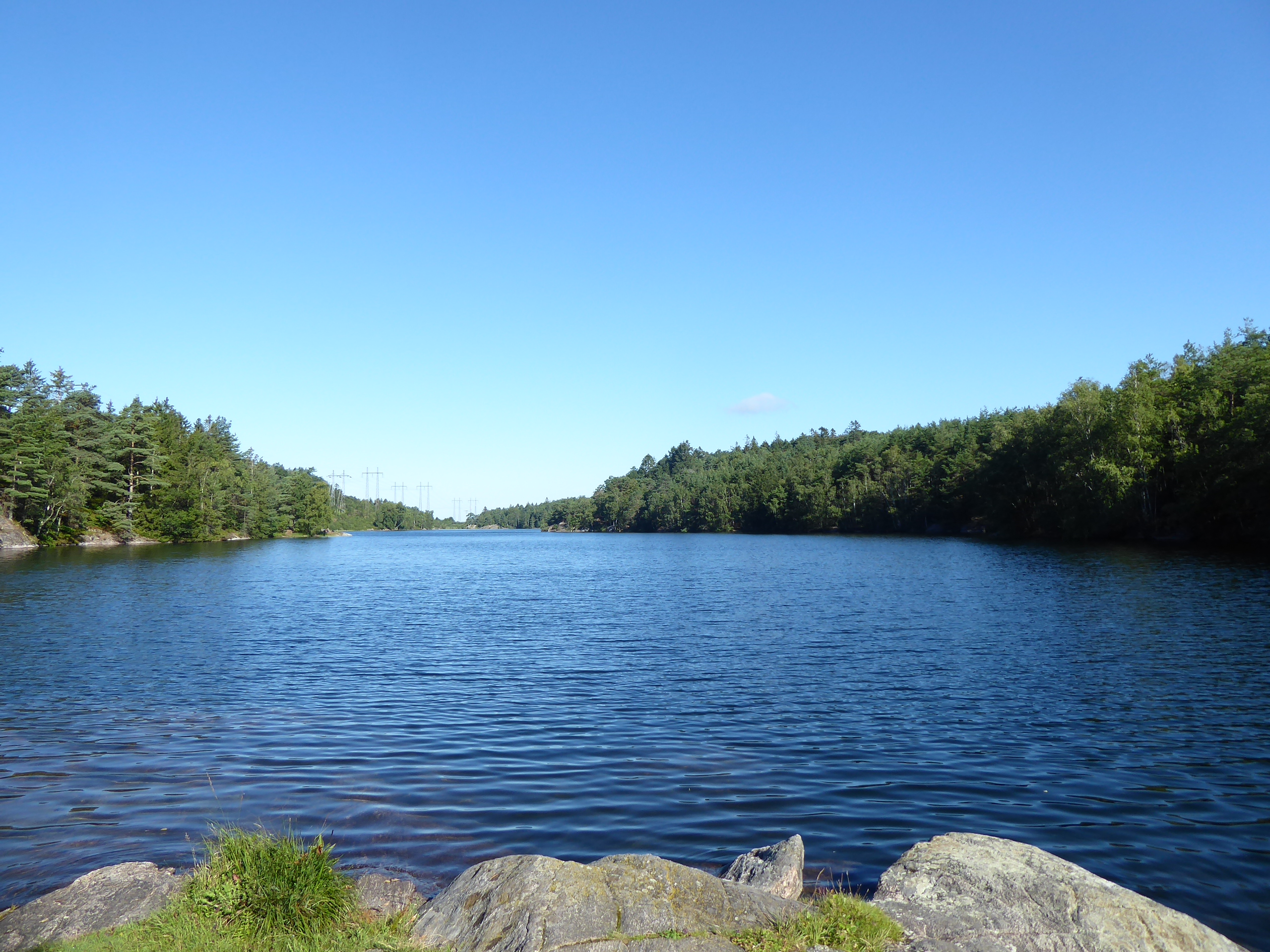
Södra Långevattnet från sydänden den 11 augusti 2022.

Södra Långevattnet ingår i delavrinningsområde (639900-127585) som SMHI kallar för Utloppet av Stensjön. Medelhöjden är 83 meter över havet och ytan är 3,56 kvadratkilometer. Räknas de 19 avrinningsområdena uppströms in blir den ackumulerade arean 203,23 kvadratkilometer. Gullbergsån (Mölndalsån) som avvattnar avrinningsområdet har biflödesordning 3, vilket innebär att vattnet flödar genom totalt 3 vattendrag innan det når havet efter 17 kilometer. Avrinningsområdet består mestadels av skog (44 %). Avrinningsområdet har 0,49 kvadratkilometer vattenytor vilket ger det en sjöprocent på 13,7 %. Bebyggelsen i området täcker en yta av 1,4 kvadratkilometer eller 39 % av avrinningsområdet.